# 同心
同心（どうしん）は、江戸幕府の下級役人のひとつ。諸奉行・京都所司代・城代・大番頭・書院番頭・火付盗賊改方などの配下で、与力の下にあって庶務・見回などの警備に就いた。身分は足軽階級の者（士分格を持たない）が当てられた。
また、諸藩においても藩直属の足軽階級の正式名称を同心としているところも少なくない。
明治維新後は卒族とされた。

## 歴史

### 中世
同心は、元々中世後期の日本において「一致団結」を意味する語として使用され、「一味」や「一揆」と同義語だった。戦国時代に入ると、戦国大名の家臣（下級武士）たちは、主家への平時の奉公や軍役をこなすために相互に団結して事に当たるようになった。そのため下級武士を「同心」と呼ぶことが一般的となり、後の江戸幕府も幕臣の役職名として「同心」の称を採用した。

### 様々な同心
江戸幕府成立時、徳川家直参の足軽を全て同心としたため、忍者を祖先とする伊賀同心、甲賀同心、鉄砲組の百人組、様々な同心職ができた。このように江戸時代初期から同心となった者は、特に「譜代」と呼ばれ、役職がなくなっても俸禄（現代でいう給料のようなもの）を受けることができ、子孫にこれを受け継がせることができた。幕府の同心は、幕臣であっても旗本ではなく御家人身分だった。
八王子千人同心は戦国大名の武田家の職制名を受け継いだ為、江戸時代の職制の同心とは異なることに留意。

### 町方同心
江戸の南町・北町奉行所には与力が各25騎、同心が各100人配置され、江戸の司法・行政・警察の任にあたった。このうち警察業務を執行する廻り方同心は南北合わせて、各々の町奉行所に定町廻り同心、臨時廻り同心、隠密廻り同心が双方に所属するも30名にも満たず、人口100万人にも達した江戸の治安を維持することは困難であり、奉行所が直に十手を貸与した小者と、同心が私的に岡っ引（御用聞き）と呼ばれる手先を雇っていた。

廻り方同心は髷が小銀杏髷など、粋な身なりで人気があった。粋は江戸の町民文化としての側面を併せ持っているため、町民には馴染みやすいともされている。特に町民にもなじみがあったのは定町廻り（じょう-まちまわり。町廻り専従）同心であり、決められた地区を担当し巡回・治安維持にあたった。他に、臨時廻り（専従ではなく普段は別の任についていて必要な時に呼ばれて定廻りを支援する）同心・隠密廻り同心がいた。
平の同心の俸禄は30俵2人扶持と将軍家直参の武士と比べても少なくはなかった。実際は諸大名家や町屋からの付け届けなどでその数倍の実収入があった者も多く、そのため岡っ引のような私的使用人を雇うことができた。住居としていわば宿舎に相当する屋敷を拝領し、しばしばその屋敷は同心の代名詞とされた。この屋敷は、与力が約300坪、同心が約100坪程度の規模だった。拝領した広い屋敷を貸して家賃収入を得る者もいた。組屋敷は八丁堀に置かれ、八丁堀が彼らを指した通称となった。
一方、罪人を扱う汚れ仕事だったため不浄役人と蔑まれることもあった。そのため世襲とはせず、代替わりの際には新規召抱えとした。しかし治安維持という任務上、その職務に精通している事が必須であるため、事実上世襲が行われていた。江戸時代も中期を過ぎると、建前上は養子入りする事で実質上は金銭で「株」を買う事によって町人が武士の身分を得る例が見られた。ただし、町方同心の場合はその職務に通じている必要があり、また同心株を売るほど困窮した者も多いとはいえなかったため、事例は多いわけではなかった。有名な例としては樋口一葉の父が挙げられる。